# Manfred Rein
Manfred Rein (* 19. Dezember 1948 in Dornbirn; † 22. April 2016 in Feldkirch) war ein Politiker der Österreichischen Volkspartei und Präsident der Wirtschaftskammer Vorarlberg.

## Leben
Nach Abschluss der Pflichtschule in seiner Heimatstadt Dornbirn besuchte Rein die Handelsschule in Feldkirch. Im Anschluss daran absolvierte er eine Lehre als Platten- und Fliesenleger, die er 1971 mit der Lehrabschlussprüfung abschloss. 1976 legte er die Meisterprüfung für Platten- und Fliesenleger ab und gründete 1980 sein eigenes Unternehmen in Dornbirn.
Er war verheiratet und wohnte mit seiner Frau sowie einem Sohn und einer Tochter in Dornbirn.

## Politik
Rein war zunächst von 1980 bis 1994 Mitglied der Dornbirner Stadtvertretung für die Österreichische Volkspartei. Ab 1985 bis 1994 war er zusätzlich Stadtrat in Dornbirn. Von 1995 bis Ende 2008 war er als Landesrat in der Vorarlberger Landesregierung tätig. In dieser war er für die Bereiche allgemeine Wirtschaftsangelegenheiten (Wirtschafts- und Verkehrspolitik), Wirtschaftsrecht (Gewerbe- und Wasserrecht), Raumplanung und Baurecht, Wohnbauförderung, Verkehrsrecht und Straßenbau zuständig.
Am 20. November 2008 wurde Rein von der Vollversammlung der Vorarlberger Wirtschaftskammer zum Nachfolger von Wirtschaftskammerpräsident Kuno Riedmann bestellt. Sein Nachfolger als Landesrat in der Landesregierung wurde Karlheinz Rüdisser. In der Landtagssitzung am 10. Dezember 2008 legte Rein das Amt als Landesrat nieder und trat am folgenden Tag seine neue Funktion als Wirtschaftskammerpräsident an. Das Amt hatte er bis zu seinem Tod 2016 inne. Zudem war er zuletzt auch Obmann der Vorarlberger Sektion der ÖVP-Teilorganisation Österreichischer Wirtschaftsbund.